# Zoo Odessa
Koordinaten: 46° 28′ 3″ N, 30° 43′ 54″ O
Der Zoo Odessa, lokal auch Odessa Zoopark (ukrainisch Одеський зоопарк) genannt, ist der Zoologische Garten in Odessa. Er ist ein Mitglied der Ukrainischen Vereinigung von Zoos und Aquarien (ukrainisch Українська асоціація зоопарків та акваріумів).

## Geschichte

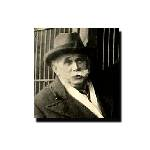
Heinrich Beisert, der Gründer des Zoos

Die Idee, in der südukrainischen Hafenstadt Odessa einen Zoo zu gründen, entstand anlässlich der Feier zum 100-jährigen Jubiläum der Stadt. Dementsprechend wurden im Jahr 1889 bereits eine Skizze und ein Entwurf eines Tiergartens angefertigt. Der Plan konnte jedoch zunächst nicht umgesetzt werden. Das Projekt wurde 1914 wieder aufgegriffen und es sollte ein Tiergarten auf dem Gelände des botanischen Gartens erstellt werden. Der Ausbruch des Ersten Weltkriegs machte diese Pläne zunichte. 1922 begann auf Initiative von Heinrich Wladimirowitsch Beisert der Bau des Tierparks. Beisert gilt damit als Gründer des Zoos. Die weiteren Arbeiten gestalteten sich schwierig, sie wurden mehrfach unterbrochen und der Standort gewechselt. Im Jahr 1937 wurde schließlich der Tierpark auf dem Territorium des Illitschiwsk-Parks eröffnet, die Eröffnung für Besucher fand 1938 statt.
Nach dem Ausbruch des Zweiten Weltkriegs begann die deutsch-rumänische Besatzung Odessas und der Zoo wurde geschlossen. Die Mitarbeiter nähten nun dort Kleidung und kauften für das damit verdiente Geld Futter für die Tiere. Nachdem die Besatzer die Stadt aufgegeben hatten, wurde Beisert beauftragt, die Tiere nach Bukarest zu transferieren. Er organisierte daraufhin einen Tiertransport, fuhr jedoch nicht nach Bukarest, sondern umkreiste Odessa so lange, bis sich die Besatzer zurückgezogen hatten und die Rote Armee eintraf.
1992 erhielt der Zoo den Status eines geschützten Gebiets von nationaler Bedeutung und wurde Teil des Naturschutzfonds der Ukraine. Am Tag der russischen Invasion in die Ukraine am 24. Februar 2022 wurde der Zoo zunächst geschlossen, am 26. März 2022 jedoch wieder geöffnet. Danach besuchten nach Aussage des Zoodirektors Ihor Beljakow so viele Besucher wie noch nie den Zoo.

## Ziele des Zoos
Die Ziele des Zoos in Friedenszeiten betreffen die Funktionen Tierzucht, d. h. die Erhaltung des Genpools sowie wissenschaftliche Erziehungs-, Kultur- und Bildungsarbeit im Bereich Ökologie, Naturschutz, Ethologie, Zoologie, Jagd und Tierhaltung. In Kriegszeiten kommt der wesentliche Aspekt hinzu, den Menschen Normalität und Ablenkung durch die Tierwelt zu vermitteln.

## Tierbestand und Verhalten der Tiere
Bis Ende 2021 verfügte der Zoo Odessa über ca. 250 Tierarten in rund 1200 Exemplaren. Nach dem russischen Überfall auf die Ukraine wurde der Zoo im ostukrainischen Charkiw schwer beschädigt, viele Tiere starben und der Zoo wurde geschlossen. Einige Tiere, beispielsweise ein Löwenpärchen, konnten im Zoo Odessa untergebracht werden. Die beiden Charkiwer Löwen sind die bekanntesten Tiere, die im Zoo von Odessa Asyl erhalten haben, aber bei Weitem nicht die einzigen. Mehr als 600 Haustiere wurden nach Aussage von Zoodirektor Beljakow seit Ausbruch des Krieges aufgenommen, in erster Linie Vögel, Kaninchen, Hamster, Schildkröten und Chamäleons. Viele Menschen waren in den ersten Kriegswochen aus der Stadt geflohen und wussten nicht, wohin mit ihren Tieren. Außer Hunden und Katzen wurden alle Tierarten aufgenommen. Gut die Hälfte der Tiere war Stand Juni 2022 bei neuen Besitzern untergekommen. Einige sind nach der Rückkehr ihrer Halter zu ihnen zurückgekehrt. Aufgrund des angewachsenen Tierbestands leben viele Tiere des Odessa-Zoos seitdem räumlich beengt. Der Zoo Odessa sowie weitere Zoos in der Ukraine werden von anderen Zoos, darunter dem Zoo Berlin und Tierpark Berlin, mit Futtermitteln versorgt. Nach einem Zwischenstopp in Warschau wird die Verladung in Kleinbusse organisiert und dann von ukrainischen Transporteuren an die Zielorte gebracht.
Die Tiere aus Charkiw verhielten sich anders als diejenigen, die schon länger in Odessa beheimatet waren. Während diese bei Luftalarm nahezu unbeeindruckt blieben, gerieten die Charkiwer Tiere in Panik, da sie Raketeneinschläge und Zerstörungen dort miterlebt hatten. Die Anwesenheit von Besuchern hatte hingegen einen beruhigenden Einfluss auf diese Tiere, mutmaßlich wegen der Erfahrung, dass mit Besuchern keine Luftangriffe einhergingen.